# 東大阪市立金岡中学校
東大阪市立金岡中学校（ひがしおおさかしりつ かなおかちゅうがっこう）は、大阪府東大阪市金岡一丁目にある公立中学校。

## 沿革
1947年の学制改革の際、当時の布施市で最初の新制中学校の一つ・布施市立第三中学校として開校した。
布施市などは1967年2月に合併して東大阪市になった。一方で東大阪市立小中学校については番号での校名を全面廃止し、学校所在地の地名などを取り入れた校名へと一斉に変更する方針が出された。これに伴い、合併直後の1967年4月に東大阪市立金岡中学校へと改称している。

### 年表
- 1947年4月21日 - 布施市立第三中学校として創立。
- 1948年 - 布施市立第四中学校（のち東大阪市立太平寺中学校、統廃合で東大阪市立布施中学校）を分離。
- 1965年 - 布施市立長瀬中学校（現・東大阪市立長瀬中学校）を分離。
- 1967年 - 東大阪市立金岡中学校と改称。
- 1970年 - 東大阪市立弥刀中学校を分離。

## 通学区域
- 東大阪市立長瀬北小学校と東大阪市立長瀬東小学校の校区。
- 東大阪市 柏田東町、衣摺1丁目、長瀬町1-3丁目、吉松1-2丁目、大蓮東1-2丁目、大蓮東4丁目12-14番、金岡1-4丁目

## 著名な出身者
- 福本豊[1] - 野球解説者、元プロ野球選手。
- 木下文信 - 元プロ野球選手。
- 寒河江弘 - フィギュア造形作家。
- 南條豊 - 俳優。山口百恵文芸シリーズ第4弾「エデンの海」（1976年）で山口百恵の相手役。日本テレビ系「ごちそうさま」レギュラー出演（「さすらいの食いしん坊」初代レポーター）。
- 高山厳 -シンガー・ソング・ライター（初期「バン・バン」のメンバー）。「心凍らせて」（1992年）の大ヒットで第26回全日本有線放送大賞グランプリ受賞、第44回NHK「紅白歌合戦」出場。
- 上柴はじめ - 作・編曲家、ピアニスト。口笛奏者。
- 上柴とおる - 音楽評論家、ラジオDJ。ミュージック・ペンクラブ・ジャパン会員、日本ポピュラー音楽学会会員。文化庁「芸術祭」審査員、同「芸術選奨」推薦委員（2010年～2012年）。立命館大学産業社会学部（2006年～2009年）～龍谷大学経済学部（2010年～2019年）で非常勤講師。
- 大西洋一- 漫画家。
- 石田東生 - 筑波大学大名誉教授（工学博士）
- 杉原正康 - 空手家、特定非営利活動法人白蓮会館館長、少林寺拳法6段（准範士）。
- 吉井裕鷹 - プロバスケットボール選手

## 交通
- 近鉄大阪線 弥刀駅 西へ約300m。